# Ashford v Thornton
Ashford v Thornton est une affaire judiciaire, jugée devant la Cour du banc du Roi anglaise, qui, dans le cadre de l'appel d'un jugement d'acquittement pour meurtre, a confirmé le droit d'un accusé à bénéficier d'un duel judiciaire.
En 1817, Abraham Thornton est accusé du meurtre de Mary Ashford. Thornton l'avait rencontrée à une soirée de danse puis l'avait raccompagnée. Le lendemain matin, Mary Ashford avait été retrouvée noyée dans une fosse, avec peu de signes extérieurs de violence. Bien que l'opinion publique ait été fortement hostile à Thornton, le jury le disculpa rapidement de l'accusation de meurtre et de viol.
Le frère de Mary, William Ashford, fit appel du jugement et Thornton fut de nouveau arrêté. Il revendiqua le droit à un duel judiciaire, une coutume médiévale jamais abrogée par le Parlement. Ashford fit valoir que les éléments de preuve à l'encontre de Thornton étaient écrasants et que le duel n'était donc pas admissible.
La cour décida que les preuves contre Thornton n'étaient pas vraiment incontestables et que, par conséquent, le duel judiciaire était une option permise par la loi ; Thornton bénéficia ainsi de la faculté d'y recourir. Ashford déclina l'offre de duel et Thornton fut libéré. Les appels tels que celui formulé par Ashford furent abolis par une loi en 1819 et, avec eux, le droit au duel judiciaire. Thornton émigra aux États-Unis, où il mourut vers 1860.

## Contexte

### Juridique

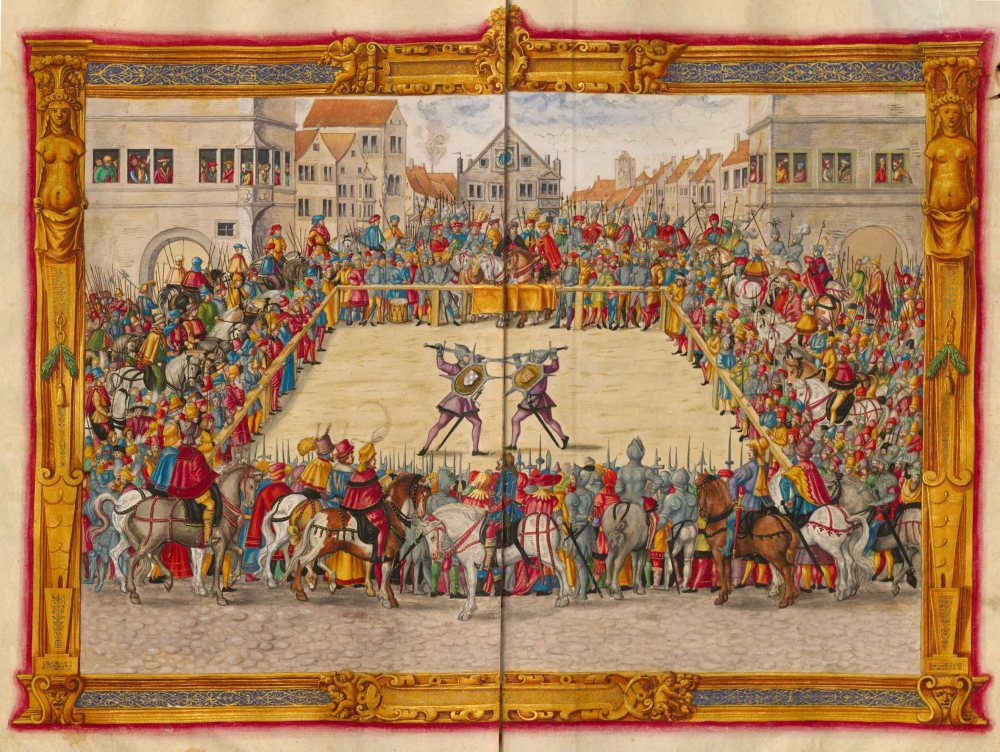
Illustration d'un duel judiciaire en 1409 à Augsbourg (1544).

Le duel judiciaire a été introduit en Grande-Bretagne par les Normands, il ne figurait pas dans la loi saxonne. Il était autorisé dans le cas d'un appel d'un acquittement pour meurtre, sous forme d'une « poursuite privée » équivalente à la citation directe du droit français. Si la partie civile — dans les affaires de meurtre, le plus proche parent du défunt — faisait la demande d'un nouveau procès, le défendeur pouvait réagir en exigeant un duel judiciaire, l'accusateur étant tenu de régler la question par le combat, avec un résultat dicté par Dieu. Un tel appel et un tel duel judiciaire pouvaient également avoir lieu à la suite d'un acquittement pour trahison ou pour d'autres crimes. Les appels des jugements pour meurtre étaient rares, devaient être intentés dans un délai d'un an et un jour après la mort de la victime, et étaient généralement jugés par un jury. En 1815, trois ans avant Ashford v Thornton, un appel d'un jugement pour meurtre avait été interjeté à Dublin dans l'affaire O'Reilly v Clancy, et le défendeur avait exigé le duel judiciaire. Le juge en chef, William Downes (plus tard Lord Downes), face à cette affaire, avait demandé :

« Est-il vraiment pensable que ce « pari sur une bataille » puisse être vraiment mis en avant ? Faut-il comprendre qu'avec cette monstrueuse proposition demandée par la barre, nous, juges de la Cour du banc du Roi, gardiens reconnus de la paix publique, deviendrions non seulement spectateurs, mais complices d'un combat à mort ? Est-ce cela que vous requérez de nous , ? »

Le combat n'eut pas lieu, Clancy accepta de plaider coupable et fut déporté à vie.
La date du dernier duel judiciaire en Grande-Bretagne est incertaine. Certaines références parlent d'un tel procès en 1631, mentionnant que le roi Charles Ier était intervenu pour l'empêcher. En 1638, un cas est moins clair ; le roi était encore intervenu et les juges retardèrent la procédure. Aucun dossier n’existe sur cette affaire, mais des récits contemporains parlent effectivement de procès par combat. Le dernier duel judiciaire réellement attesté date de 1597, en Écosse, lorsque Adam Bruntfield accusa James Carmichael de meurtre, et le tua à l'occasion du duel. Le dernier, en Angleterre, s'était produit en 1446 ; un serviteur avait accusé son maître de trahison. Le maître but beaucoup de vin avant la bataille et fut tué par le serviteur.
Le duel judiciaire n'était pas toujours possible pour le défendeur en appel. Si le défendeur avait été pris « la main dans le sac » (en flagrant délit), ou s'il avait essayé de s'évader de prison, ou s'il y avait de telles preuves qu'il n'était pas possible qu'il se défende, il ne pouvait pas contester et invoquer le duel. De même, si le défenseur était une femme, une personne âgée de plus de soixante ans, un mineur, un boiteux ou un aveugle, il ou elle pouvait refuser la confrontation et l'affaire était jugée par un jury. Les pairs du royaume, les prêtres et les citoyens de la ville de Londres pouvaient également refuser la bataille. Si celle-ci avait lieu, elle se déroulait dans une lice judiciaire de 60 pieds carrés (env. 5,5 m2), après que les participants avaient prêté serment de ne pas user de sorcellerie. Si le défendeur était vaincu, et s'il était encore vivant, il devait être pendu sur place ; même le roi ne pouvait le gracier car on considérait qu'il s'agissait d'un jugement divin. Réciproquement, s'il battait son adversaire, ou s'il était en mesure de le repousser durant la période comprise entre le lever et le coucher du soleil, il était libre. Si le demandeur prononçait le mot craven (« je suis vaincu »), et renonçait à la lutte, il était déclaré « infâme », privé de ses privilèges d'homme libre, et rendu redevable de dommages à son adversaire victorieux.
Des propositions de suppression du duel judiciaire furent introduites durant le xviie siècle et par deux fois au xviiie siècle, mais en vain. En 1774, dans le cadre de la réponse législative à la Boston Tea Party, le Parlement examina un projet de loi visant à abolir les appels des jugement de meurtre et les duels judiciaires dans les colonies américaines. Le député John Dunning s'y opposa, appelant l'appel du jugement pour meurtre « ce grand pilier de la Constitution. » L'écrivain et député Edmund Burke, quant à lui, soutint l'abolition, qualifiant cela « de superstitieux et barbare au dernier degré. »

### La mort de Mary Ashford
Mary Ashford, une jeune femme d'environ 20 ans, travaillait comme domestique et bonne à tout faire pour son oncle, un agriculteur de Langley Heath, Warwickshire, entre Birmingham et Sutton Coldfield. Son père était jardinier près d'Erdington. Elle travailla comme d'habitude, le 26 mai 1817, et avait prévu d'assister à une soirée aux Trois Cuves, un pub appelé la Maison Tyburn. La soirée était une réunion annuelle festive, consacrée à la danse, attirant un public nombreux. Elle rencontra son amie, Hannah Cox, quitta ses vêtements de travail chez les Cox, dans leur maison d'Erdington, après avoir pris de quoi se changer dans la maison de sa mère, située dans le même village. Elle se rendit à la Maison Tyburn, arrivant à 19 h 30, alors que les danses avaient déjà commencé.
Dans l'assemblée figurait Abraham Thornton, le fils d'un entrepreneur de Castle Bromwich. Il avait environ 24 ans et était massif ; les descriptions le concernant vont de « beau jeune homme » à « d'aspect repoussant ». Quand il vit Mary Ashford, il demanda à une autre personne qui elle était. Cette personne allégua que Thornton aurait déclaré qu'il avait eu par trois fois des relations intimes avec la sœur de Mary, et qu'il en serait de même avec elle ou, sinon, qu'il mourrait pour elle. Thornton nia cette déclaration, qui fut une source majeure de l'animosité du public à son encontre lorsqu'il fut arrêté. Au cours de la soirée, il fut très empressé auprès de Mary Ashford, laquelle semblait apprécier sa compagnie.

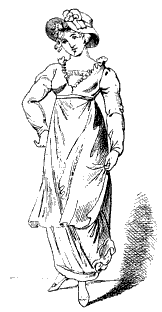
Mary Ashford, représentée dans sa robe de danse.

Vers vingt-trois heures, Hannah Cox exhorta Mary Ashford à quitter la fête. Les deux femmes partirent avec Thornton, qui accompagnait Mary Ashford de près, tandis qu'Hannah Cox marchait derrière eux. Au lieu de revenir à Erdington, Mary annonça qu'elle allait chez son grand-père, précisant que c'était se rapprocher de son lieu de travail. C'était vrai, mais cela négligeait le fait qu'elle aurait à retourner à Erdington dans la matinée pour récupérer ses vêtements de travail. Hannah Cox se rendit à Erdington, tandis que Mary Ashford et Abraham Thornton allaient de concert. À environ trois heures et quart, un ouvrier vit Thornton quitter la maison d'un ami avec une femme ; il salua Thornton, mais la femme (sans doute Mary Ashford) tenait son chapeau devant son visage. Juste avant quatre heures du matin, Hannah Cox fut réveillée par Mary Ashford qui venait chercher ses vêtements de travail. Elle se changea rapidement, précisant qu'elle devait être à son travail avant que son oncle ne parte pour le marché. Un fêtard de retour de la Maison Tyburn la vit marcher rapidement. Il fut la dernière personne à la voir en vie.
Vers six heures du matin, un passant vit des objets féminins près d'une fosse remplie d'eau, dont une chaussure de femme ensanglantée. Il donna l'alarme. Avec d'autres, il utilisa un râteau et trouva un corps dans la fosse, celui de Mary Ashford. Deux ouvriers d'une usine voisine trouvèrent une série d'empreintes de pas dans le champ fraichement labouré près de la fosse, montrant qu'un homme et une femme avaient marché ensemble, presque jusqu'à la fosse, et que l'homme était reparti seul. Mary Ashford était connue de beaucoup de ceux qui se trouvaient près de la fosse, tout comme était connu le fait qu'elle était allée à Tyburn le soir précédent. Le propriétaire de l'usine locale, qui avait pris les choses en main, se rendit à Tyburn pour découvrir avec qui Mary Ashford avait quitté la fête. Daniel Clarke, propriétaire terrien, se dirigea en direction de Castle Bromwich pour tenter de localiser Thornton et il le rencontra presque aussitôt. Lorsque Clarke dit à Thornton que Mary Ashford était morte, Thornton déclara qu'il avait été avec elle jusqu'à quatre heures du matin ; à la demande de Clarke, ils se rendirent tous deux à Tyburn.
Thomas Dales, un adjoint de police, arriva de Birmingham. Après examen de la situation, il interrogea Thornton, qu'il arrêta. Dales ne gardait cependant aucune note et, plus tard, il s’avéra incapable de se souvenir de ce que le prisonnier lui avait dit. Thornton fut ensuite interrogé par le magistrat local, William Bedford, qui ordonna une fouille de Thornton ; elle révéla qu'il portait des sous-vêtements tachés de sang, et il admit avoir eu des rapports sexuels avec Ashford, la nuit précédente. Les chaussures du prisonnier lui furent confisquées et des comparaisons avec les empreintes de pas trouvées par les ouvriers de l'usine furent réalisées ; ces derniers témoignèrent, lors du procès, qu'elles correspondaient. Un examen post-mortem révéla que Mary Ashford était morte noyée, et que les seules marques sur son corps étaient deux lacérations dans la région génitale. L'examen conclut que, jusqu'à l'acte sexuel qui avait causé le saignement, Ashford était vierge. Elle était menstruée au moment de sa mort.

## Procès
Une enquête se tint le 30 mai 1817, présidée par Francis Hackett, magistrat du Warwickshire, coroner de Sutton Coldfield. Thornton, en garde à vue, y assista et fut autorisé à interroger les témoins par l'intermédiaire de son avocat. À la fin de la procédure, un verdict d'« homicide volontaire » fut prononcé, et Thornton déféré pour un procès à la prochaine séance de la cour d'assises de Warwick. Il fut emprisonné à la prison du comté en attendant le procès.

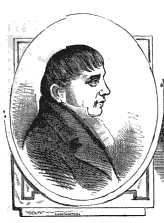
Représentation contemporaine d'Abraham Thornton.

L'opinion publique locale fut fortement hostile à Thornton. Des brochures furent vendues, censées montrer sa culpabilité, et des poèmes furent composés sur le même thème. L'avocat du défendeur s’en plaignit, arguant qu'il serait difficile de réunir un jury impartial. Le 8 août 1817, une foule remplit la rue en face de la mairie du comté de Warwick, où le procès devait avoir lieu. Lorsque le juge ouvrit la procédure, à huit heures du matin, les gens se précipitèrent sur les places disponibles, et les bancs publics restèrent pleins tout au long de la journée du procès. En raison de la nature de la preuve, les femmes ne furent pas autorisées à y assister.
La thèse de l'accusation, exposée dans sa déclaration liminaire au jury lors de l'ouverture du procès, était que Thornton, après avoir échoué dans sa tentative de séduire Mary Ashford, l'avait attendue dans le champ près de la fosse. Il savait qu'elle aurait à passer par là à son retour d'Erdington. Le voyant, elle essaya de lui échapper, mais il l'attrapa et l'obligea à l'accompagner dans le champ proche. Là, il la jeta au sol et abusa d'elle. L'autopsie avait montré qu'elle n'avait pas mangé depuis vingt-quatre heures et, selon l'avocat général, elle n'avait pas pu lui résister et s’était évanouie. Craignant les conséquences s'il avait été pris avec une femme inconsciente traitée de cette manière, Thornton l'aurait jetée dans la fosse, où elle se noya. À ce moment, l'avocat de la défense ne fut pas autorisé à s’adresser au jury, et le sujet fut traité par la suite.
Un certain nombre de témoins, dont Hannah Cox, relatèrent les événements de la soirée du 26 mai et du lendemain matin. Les premiers témoins à subir un contre-interrogatoire par William Lecteur, l'avocat de Thornton, furent les deux ouvriers d'usine, William Lavell et Joseph Bird, qui avaient reconnu la similarité entre les chaussures de Thornton et les empreintes de pas dans le champ hersé. Durant ce contre-interrogatoire, les deux concédèrent qu'il avait plu abondamment entre le moment où les empreintes avaient été faites et le moment où ils tentèrent de les faire correspondre aux empreintes des semelles. Le gendarme Dales dit au jury que Thornton avait admis avoir eu des relations sexuelles avec Mary Ashford avant d'être fouillé, c'est-à-dire avant qu'on révèle qu'il portait des vêtements maculés de sang. M. Freer, chirurgien de Birmingham qui avait effectué l'autopsie, témoigna de ses constatations, et déclara que, à l'exception des lacérations vaginales, il n'y avait aucune trace de violence sur la personne de Mary Ashford, et que ces coupures pouvaient avoir été causées par des relations sexuelles consenties. Le témoignage du médecin termina la séquence accusatoire et, le défendeur ayant renoncé à exercer son droit de s’adresser à la cour, la défense fit appeler des témoins.
Grâce à onze témoins, la défense établit un alibi pour Thornton. William Jennings (dans certaines sources Jennans) témoigna qu'il avait vu Thornton à quatre heures et demie du matin, marchant tranquillement vers la ferme de John Holden, où Jennings était allé acheter du lait. La ferme Holden se situait à 3,6 ou 4 km de la fosse, selon le chemin emprunté. Vers quatre heures cinquante, Thornton fut vu à Castle Bromwich par un garde-chasse, John Heydon. Thornton dit à Heydon qu'il avait passé une bonne partie de la nuit avec une femme et, après avoir passé une quinzaine de minutes à discuter, s'en alla vers la maison de son père. La défense soutint donc que, si Thornton avait tué Mary Ashford, il aurait dû la pourchasser, la violer, la tuer, puis accomplir un trajet de près de cinq kilomètres, le tout en l'espace de onze minutes.
Les témoignages durèrent une dizaine d'heures, durée pendant laquelle la cour siégea en permanence. Après une courte pause, George Holroyd, juge à la Cour du banc du Roi, commença son résumé, prenant deux heures pour s'adresser au jury. Il l'exhorta à évacuer le préjugé quant aux relations sexuelles de Thornton avec Mary Ashford ; ils étaient là pour déterminer s'il était coupable de l'infraction reprochée. Il souligna devant le jury l'absence de dissimulation de Thornton, qui avait admis l'acte sexuel, ainsi que d'être resté avec Mary jusqu'à quatre heures du matin. Il dit qu'il n'était pas possible que Thornton ait commis les actes allégués par l'accusation, qu'il n'aurait pas eu le temps d'arriver à la ferme Holden où il avait été vu par Heydon, tout en soulignant que Thornton ne semblait pas avoir couru. Le juge conclut en rappelant au jury qu'il valait mieux un meurtrier en liberté qu'un innocent en prison. Le jury ne se retira pas pour délibérer et, après une concertation de six minutes, déclara Thornton non coupable. Il fut ensuite interrogé sur l'incrimination de viol. L'accusation informa la cour qu'elle n'avait aucune preuve à fournir, et le juge Holroyd demanda au jury de déclarer l'accusé non coupable de viol, ce qu'il fit. Thornton fut donc libéré.

## Appel
L'acquittement de Thornton fut accueilli avec indignation dans le Warwickshire, et même dans tout le pays. Les journaux publièrent des lettres et des commentaires très hostiles à l'égard de Thornton. Les principaux artisans de cette campagne furent le Lichfield Mercure et l'Indépendants Whig, mais même The Times exprima sa joie quand il apprit que l'affaire serait relancée. Des fonds furent recueillis auprès de contributeurs, et un avocat local s'appuya sur le frère de Mary, William Ashford, pour interjeter appel du jugement. William Ashford fut décrit comme « un jeune et simple campagnard, de petite taille, aux cheveux clairs et aux yeux bleus ». L'acte d'appel fut publié le 1er octobre 1817 et Thornton arrêté sur la foi d'un mandat délivré à la suite. L'appel devant être jugé devant la Cour du banc du Roi à Londres, Thornton fut envoyé dans cette ville le 28 octobre. Les partisans de la famille Ashford firent de leur mieux pour trouver des preuves visant à remettre en question l'alibi de Thornton, sans beaucoup de succès. Le 6 novembre, l'affaire arriva devant la Cour, mais fut rapidement ajournée jusqu'au 17, lorsque l'avocat de la défense indiqua qu'il avait besoin de plus de temps pour conseiller son client quant à son plaidoyer. L'audience de comparution initiale fut peu fréquentée, apparemment parce que le public n'avait pas réalisé que le tristement célèbre Thornton serait là en personne.
Le magistrat local du Warwickshire, William Bedford, se trouvait désormais dans le rôle de l'avocat de William Ashford. Au début, il n'eut pas de raison de s'inquiéter. Cependant, le 11 novembre, il écrivit à son greffier :

« Je suis désolé de dire que des difficultés se font jour, susceptibles de causer des ennuis, voire d'occasionner finalement la défaite. Il semblerait que le défendeur [Abraham Thornton] ait la possibilité d'invoquer le duel judiciaire et d'affronter l'appelant [William Ashford] en combat singulier ce qui, si ce n'est pas accepté par l'appelant, fait que l'appel est perdu, et, si c'est accepté et que le défendeur peut soutenir le combat entre le lever et le coucher du soleil, fait que ce dernier gagne le procès et est innocenté, quoique, sinon, il soit condamné à l'infamie et à la peine de mort sur le champ de bataille. On dit ici que c'est l'intention de la défense que de plaider cela et, à moins que nous ne puissions convaincre la cour de ne pas accepter l'argument, j'ai peur que notre pauvre petit chevalier ne puisse pas lutter contre son brutal adversaire,. »

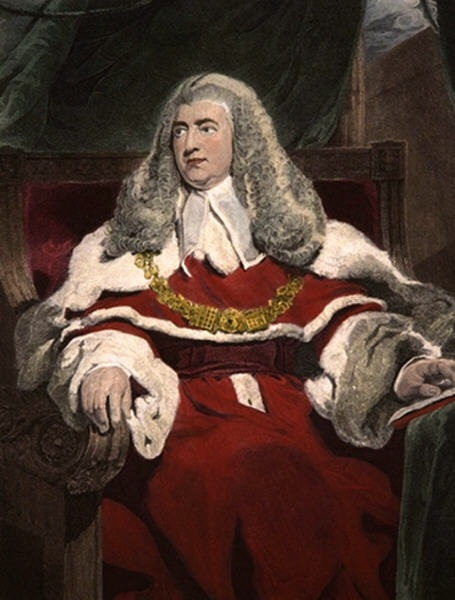
Lord Ellenborough.

Lorsque le cas en vint à être entendu devant la Cour du banc du Roi, le 17 novembre, une foule immense emplit Westminster Hall, à tel point que l'avocat eut beaucoup de difficulté à entrer. Lorsqu'il fut interrogé sur son plaidoyer, Thornton déclara « Non coupable, et je suis prêt à défendre la même chose avec mon corps. » Il enfila alors un gantelet de cuir tendu par son avocat et jeta l’autre devant William Ashford afin qu’il le ramasse et accepte ainsi le défi, ce qu'Ashford ne fit pas. Au lieu de cela, son avocat, Nathaniel Clarke, fit valoir que Thornton ne pouvait pas être en mesure d'ajouter au meurtre de la sœur une tentative d'assassinat du frère. À cela, le juge en Chef, Lord Ellenborough répondit, « c'est la loi de l'Angleterre, M. Clarke ; nous ne devons pas l'appeler meurtre. » Clarke fit ensuite valoir la jeunesse et le manque de force physique de William Ashton comme raisons de ne pas accorder la possibilité du combat. Son opposant, en réponse, déclara que l'avocat ne devrait pas gaspiller le temps du Tribunal en faisant valoir que le procès par combat n'était pas sage en raison de la condition physique de son client, mais qu'il devrait plaider en réponse afin de faire avancer le dossier. Il nota également que lui et ses co-avocats avaient conseillé à Thornton le duel judiciaire car, du fait de « l'extraordinaire et sans précédent préjudice » à l'encontre du défendeur, un jury impartial n'aurait pu être réuni. L'affaire fut reportée au 22 novembre pour permettre à l'avocat d'Ashford de déposer ses plaidoiries.
Lors des audiences ultérieures, chaque partie fit des déclarations sous serment quant à sa version de l'affaire. Ashford demanda à la Cour de statuer sur le fait que les éléments de preuve à l'encontre de Thornton étaient accablants et que le défendeur n'était donc pas admissible à demander le duel judiciaire. Thornton réclama le contraire. Une grande partie de l'affaire fut débattue entre le 6 et le 8 février 1818, mais l'un des conseils d'Ashford, Joseph Chitty, demanda et obtint plus de temps pour répondre aux arguments de l’autre partie, et l'affaire fut ajournée jusqu'au 16 avril. Chitty plaida alors, mais il fut si souvent interrompu par les juges que, lorsqu'il s'assit, selon Sir John Hall dans son livre sur l'affaire, « il était clair pour tout le monde dans la Cour que son client avait perdu. »
Les juges conférèrent durant environ un quart d'heure, puis l'arrêt fut prononcé seriatim (en), les juges parlant l'un après l'autre. Tous les quatre se prononcèrent pour Thornton, estimant que les preuves contre lui n'était pas si fortes qu'il ne puisse invoquer son droit au duel judiciaire. Lord Ellenborough déclara :

« La discussion qui a eu lieu ici, et la considération qui a été donnée aux faits allégués, montrent de manière concluante que le cas n'est pas susceptible de n’admettre aucun déni ni aucune preuve contraire ; dans ces conditions, si désagréable que puisse m'être personnellement le duel judiciaire, c'est un mode de procès que nous sommes tenus, eu égard à son caractère judiciaire, d'accorder. Nous respectons la loi comme elle est, et non pas comme nous la voulons, et nous devons donc prononcer notre jugement, qui est que le combat doit avoir lieu,. »

Après que les autres juges eurent remis leur jugement, Lord Ellenborough conclut :

« La loi de ce pays est en faveur du duel judiciaire, et il est de notre devoir de prononcer la loi comme elle est, et pas comme nous le voudrions. Quels que soient les préjugés qui peuvent exister à l'encontre de ce mode de procès, dans la mesure où c'est la loi du pays, le tribunal doit en prononcer le jugement,. »

Lord Ellenborough indiqua cependant qu'Ashford pouvait demander que Thornton soit autorisé à être libéré sans devoir passer à nouveau devant la cour. L'affaire fut ajournée jusqu'au 20 avril pour qu'Ashford puisse examiner ses options, la libération de Thornton ou la confrontation sous forme de duel. Le 20 avril, l'avocat d'Ashford indiqua qu'il n’avait pas d'objection à la libération de Thornton, tant qu'aucune mesure ne serait prise à l'encontre de son client. Ayant été rassuré sur ce point, l'appel fut rejeté. Thornton fut ensuite accusé de meurtre proforma, avec un plaidoyer indiquant qu'il avait été précédemment acquitté. Le plaidoyer étant accepté, l'affaire était terminée, et Thornton fut libéré. Il y avait une foule en colère à l'extérieur, et Thornton, sur l'invitation de Lord Ellenborough, sortit par une porte latérale.

## Conséquences
En juin 1819, Lord Eldon, lord grand chancelier, présenta un projet de loi visant à abolir les appels privés des acquittements, ainsi que les duels judiciaires. La loi fut adoptée très rapidement, l'ensemble des trois lectures obligatoires du projet de loi à la Chambre des lords se déroulant en une seule nuit. Selon Sir Robert Megarry, auteur de Ashford v Thornton en 2005, cette rapidité était due à un duel judiciaire dans un autre cas, bien que les noms des parties ne soient pas connus. La loi stipulait que « les appels des procès pour meurtre, trahison, crime et autres infractions, ainsi que la façon de procéder qui va avec, ont été considérés comme oppressifs ; et le duel judiciaire, dans quelque poursuite judiciaire que ce soit, est un mode de procès impropre et il est opportun que la chose soit entièrement abolie. » La loi abolit donc les appels des procès pour meurtre et autres infractions.
Abraham Thornton retourna à Castle Bromwich, mais le dégoût général qu'il inspirait lui était insupportable. Il réserva une place à destination de New York à bord de l'Independence, mais, quand ses compagnons de voyage découvrirent qui il était, ils insistèrent pour qu'il soit déposé à terre. Le 30 septembre 1818, Abraham Thornton effectua le trajet de Liverpool à New York à bord du Shamrock. Aux États-Unis, il travailla comme maçon, se maria et eut des enfants. Il mourut vers 1860 à Baltimore. William Ashford, qui travailla de nombreuses années comme poissonnier à Birmingham, fut trouvé mort dans son lit en janvier 1867, à l'âge de soixante-dix ans. Selon Walter Thornbury, qui écrivit sur l'affaire à la fin du xixe siècle : « quant aux causes de la mort de Mary Ashford, seul le jour du jugement dernier peut maintenant les révéler. »
Les universitaires ont fait valoir que Ashford v Thornton avait inspiré le combat judiciaire qui forme le point culminant du roman de Sir Walter Scott, Ivanhoé,. Une tentative de recours au duel judiciaire fut introduite en 1985 en Écosse par deux frères, accusés de vol à main armée, au motif que la suppression ne s'appliquait pas à l'Écosse. La demande fut rejetée, les prévenus n'ayant pu fournir la preuve que les lois concernées ne s'appliquaient pas à l'ensemble du Royaume-Uni. En 2002, un homme de soixante ans, redevable d'une amende de 25 £ pour une infraction mineure au code de la route, exigea un duel judiciaire contre un champion qui aurait été désigné par la Driver and Vehicle Licensing Agency. Il avait déclaré que le duel judiciaire était encore valide en vertu de la législation européenne sur les droits de l'homme. Les magistrats le condamnèrent à une amende de 200 £, plus 100 £ de frais.

### Traduction
1. ↑  (en) « Can it be possible that this "wager of battle" is being seriously insisted on? Am I to understand that this monstrous proposition as being propounded by the bar—that we, the judges of the Court of King's Bench—the recognized conservators of the public peace, are to become not merely the spectators, but the abettors of a mortal combat? Is that what you require of us? »
2. ↑  (en) « I am sorry to say that difficulties have been started likely to occasion much trouble and perhaps ultimate defeat. it seems the Appellee [Thornton] has the option of waging Battle and of challenging the Appellor [William Ashford] in single combat which if not accepted by the Appellor the suit is lost and, if accepted, and the Appellee can hold out from sun rise to sun set, then he wins the contest and claims his discharge, otherwise his election subjects him not only to a good threshing [sic] but also the pain of death into the bargain. It is rumoured here that is the plea intended to be set up by the Def. and unless we can devise any means by arguement [sic] to induce the Court not to allow it, I am very apprehensive our poor little Knight will never be able to contend the Battle with his brutish opponent. »
3. ↑  (en) « The discussion which has taken place here, and the consideration which has been given to the facts alleged, most conclusively show that this is not a case that can admit of no denial or proof to the contrary; under these circumstances, however obnoxious I am myself to the trial by battle, it is the mode of trial which we, in our judicial character, are bound to award. We are delivering the law as it is, and not as we wish it to be, and therefore we must pronounce our judgment, that the battle must take place. »
4. ↑  (en) « The general law of this land is in favour of the wager of battle, and it is our duty to pronounce the law as it is, and not as we may wish it to be. Whatever prejudices may exist therefore against this mode of trial, still as it is the law of the land, the Court must pronounce judgment for it. »